# Juryj Łukaszou
Juryj Łukaszou, biał. Юрый Лукашоў, ros. Юрий Николаевич Лукашов, Jurij Nikołajewicz Łukaszow (ur. 29 grudnia 1974 w Mozyrzu, Białoruska SRR) – białoruski piłkarz, grający na pozycji pomocnika, trener piłkarski.

## Kariera piłkarska

### Kariera klubowa
W 1993 roku rozpoczął karierę piłkarską w drużynie Paleśsie Mozyrz. Potem występował w klubach Fandok Bobrujsk, MPKC Mozyrz, Szachcior Soligorsk, Dniapro-Transmasz Mohylew i Nioman Grodno. W 2006 powrócił do Dniapra Mohylew, gdzie zakończył karierę w roku 2007.

## Kariera trenerska
Karierę szkoleniowca rozpoczął w 2008 roku. Pracował w klubie Dniapro Mohylew na różnych stanowiskach. W 2014 prowadził klub z Mohylewa.

## Sukcesy i odznaczenia

### Sukcesy piłkarskie
- mistrz Białorusi: 1998
- wicemistrz Białorusi: 1995